# Oncocnemis heterogena
Oncocnemis heterogena là một loài bướm đêm trong họ Noctuidae.